# Тихеевка (Ижморский район)
Тихе́евка — деревня в Ижморском районе Кемеровской области. Входит в состав Красноярского сельского поселения.

## География
Центральная часть населённого пункта расположена на высоте 215 метров над уровнем моря.

## Население
По данным Всероссийской переписи населения 2010 года, в деревне Тихеевка проживает 6 человек (4 мужчины, 2 женщины).